# Taryn Power
Taryn Stephanie Power (Los Angeles, 13 september 1953 - Viroqua (Wisconsin), 27 juni 2020) was een Amerikaanse actrice en de jongere dochter van de acteur Tyrone Power en zijn tweede vrouw, de Mexicaanse actrice Linda Christian.

## Levensloop
Powers ouders zijn geboren in Los Angeles, Californië en gescheiden in 1956.
Na de scheiding nam haar moeder Taryn en haar oudere zus Romina mee naar de hele wereld, voornamelijk in Italië en Spanje, waar zij en haar zus het grootste deel van hun jeugd doorbrachten.
Ze speelde in acht films, de eerste twee in het Spaans, de rest voornamelijk Engelstalige films. Haar meest opvallende rollen waren als "Valentine De Villefort" in The Count of Monte Cristo (1975), met Richard Chamberlain, Donald Pleasence en Tony Curtis, en als "Dione" in Sinbad and the Eye of the Tiger (1977), met in de hoofdrol Patrick Wayne en Jane Seymour.

## Filmografie
- María (1972)
- Un viaje de locos (1974)
- The Count of Monte-Cristo (1975), tv-film
- Bordella (1976)
- Tracks (1976)
- Sinbad and the Eye of the Tiger (1977)
- Serpiente de mar (1985)
- Eating (1990)